# سیارک ۱۱۵۰۵۱
سیارک ۱۱۵۰۵۱ (به انگلیسی: 115051 Safaeinili، نامگذاری:2003RC6)۱۱۵۰۵۱مین سیارک کشف شده‌است که در ۰۴ سپتامبر ۲۰۰۳ کشف شد.